# Конрад I (герцог Каринтии)
Ко́нрад I (нем. Konrad I. (Konrad von Kärnten); 970-е, 975 или около 975 — 15 декабря 1011, 12 декабря 1011 или 12 декабря 1011) — герцог Каринтии с 1004 года из Салической династии.

## Биография
Конрад I был третьим сыном каринтийского герцога Оттона Вормсского и братом папы римского Григория V. После смерти отца в 1004 году унаследовал Каринтию, поскольку его старший брат (Генрих Шпейерский, отец императора Конрада II, к тому времени уже умер.
Правление Конрада I в Каринтии было достаточно спокойным. Он не пытался проводить самостоятельную политику и не участвовал в военных кампаниях Генриха II.
К моменту смерти Конрада I в 1011 году его сыну едва исполнилось девять лет, чем воспользовался император, передав Каринтию одному из своих приближённых — Адальберо Эппенштейну.
Конрад I был похоронен в Вормсском соборе.

## Брак и дети
- (1002) Матильда Швабская (988—1032), дочь Германа II, герцога Швабии

Конрад II (1002—1039), герцог Каринтии (с 1035)
Бруно (1004—1045), епископ Вюрцбурга